# Tineke Caels
Tineke Caels is een Vlaams actrice, die zowel op het toneel als televisie heeft gespeeld. Ze is afkomstig uit de Limburgse stad Sint-Truiden. Ze is vooral bekend geworden met haar rol als Dorien de Backer die ze van 2006 tot 2009 in de populaire één-serie Thuis speelde. Ook speelde ze in LouisLouise (2009) en in de film 'Isabelle' van Ben Sombogaert.

## Filmografie
| Serie/stuk                          | personage         | Status        |
| ----------------------------------- | ----------------- | ------------- |
| Thuis (serie)                       | Dorien De Backer  | 2006 tot 2009 |
| LouisLouise (serie)                 | Liesje            | 2009          |
| Isabelle (film)                     | Jeanne            | 2011          |
| Binnenstebuiten (serie)             | Charlotte Verbist | 2013          |
| Koning zonder schoenen (toneelstuk) | 4Hoog             | 2015 tot 2019 |
| Nerf (toneelstuk)                   | Ultima Thule      | 2014          |
| Kriep (toneelstuk)                  | 4Hoog             | 2015 tot 2018 |
| B.I.G. (toneelstuk)                 | Ultima Thule      | 2017 tot 2019 |
| Repelsteel (toneelstuk)             | Froefroe          | 2018          |
| Pluche (toneelstuk)                 | Speelman          | 2018 tot 2019 |